# Prvenstvo Anglije 1912
Prvenstvo Anglije 1912 v tenisu.

## Moški posamično
Anthony Wilding :  Arthur Gore, 6-4, 6-4, 4-6, 6-4

## Ženske posamično
Ethel Larcombe :  Charlotte Cooper Sterry, 6-3, 6-1

## Moške dvojice
Herbert Roper Barrett /  Charles P. Dixon :  Andre Gobert /  Max Decugis 3–6, 6–3, 6–4, 7–5